# Illa de Hamilton
L'illa de Hamilton és l'illa habitada més gran de les illes Whitsunday, a Queensland (Austràlia). Es troba, aproximadament a 887 quilòmetres al nord de Brisbane, i a 512 quilòmetres al sud de Cairns. També és l'única illa de la Gran Barrera de Corall amb el seu propi aeroport comercial, amb vols directes a Sydney, Melbourne, Brisbane i Cairns. Hamilton, com la majoria d'illes del grup Whitsunday, es va formar quan els nivells del mar van créixer, inundant bona part de la zona muntanyosa prop de la costa est de Queensland.
En el cens australià de 2011, es va registrar que a Hamilton hi vivien 1.208 persones. L'illa és una destinació turística popular, apareixent en l'exitosa promoció "Best Job In The World". A finals d'agost, l'illa és seu de la Hamilton Island Race Week, un prestigiós festival de iots, en el qual més de 150 iots d'Austràlia i Nova Zelanda participen, durant una setmana, en diverses competicions de velocitat al voltant de les illes.